# Mamífero venenoso

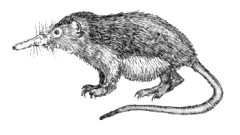
El solenodon cubanus tiene una mordedura venenosa.

Un mamífero venenoso o mamífero ponzoñoso es un animal de la clase Mammalia que produce veneno, el cual utiliza para matar o adormecer a sus presas o bien para defenderse de los depredadores o de sus congéneres. En la naturaleza actual, los mamíferos venenosos son poco habituales. 
Forman un grupo heterogéneo, tienen diferentes modos de acción y se encuentran presentes en tres órdenes de mamíferos: Eulipotyphla, Monotremata, y Chiroptera. Por otra parte, los primates, están también considerados de tener representantes ponzoñosos. Con el fin de explicar la rareza del veneno entre los mamíferos, Mark Dufton, de la universidad de Strathclyde, ha sugerido que los depredadores mamíferos modernos no necesitan el uso tósigos, ya que son capaces de matar rápidamente con sus dientes o garras, considerando que la ponzoña, no importa cuán sofisticada, requiere un tiempo para afectar a la presa, al no necesitar este veneno, este animal ha evolucionado dejando atrás las glándulas salivales
A pesar de la rareza del veneno entre los mamíferos existentes, este, puede ser una característica ancestral entre los mamíferos actuales. Espolones venenosos similares a los de los ornitorrincos modernos se encuentran en la mayoría de los grupos no terios Mammaliaformes.
No obstante, el veneno es mucho más común entre otros vertebrados; existen muchas más especies de reptiles (e. g. serpientes venenosas) y peces venenosos (e. g. peces piedra). En cuanto a las aves, no hay especies venenosas conocidas hasta el momento. Aunque, algunas aves son ponzoñosas a la ingesta o al tacto. En relación con las aves, existió un tipo de dinosaurio que precisaba de una mordedura venenosa, el Sinornithosaurus, aunque pocos de ellos la tuvieron.  En lo que a anfibios se refiere, sólo existen unas pocas especies venenosas: ciertas salamandras pueden formar nervaduras afiladas con tósigo en la punta.

## Definiciones
Han sido propuestas varias definiciones de animales venenosos.
Bücherl afirma que los animales venenosos deben poseer al menos una glándula que produzca veneno, y tener el mecanismo o aparato para la excreción o extrusión del veneno y con el que infligir heridas.
Fry et al. declaran que un veneno es una secreción producida en una glándula especializada en un animal e inoculado a otro animal objetivo produciéndole una herida. Esta secreción tiene que contener moléculas que interrumpan los procesos fisiológicos normales así como facilitar la alimentación o la defensa del animal que la produce. Además, la secreción para la alimentación de los hematófogos especialistas (p. ej. murciélagos vampiro) puede ser considerada como un subtipo especializado de ponzoña.

## Paleontología e historia evolutivas

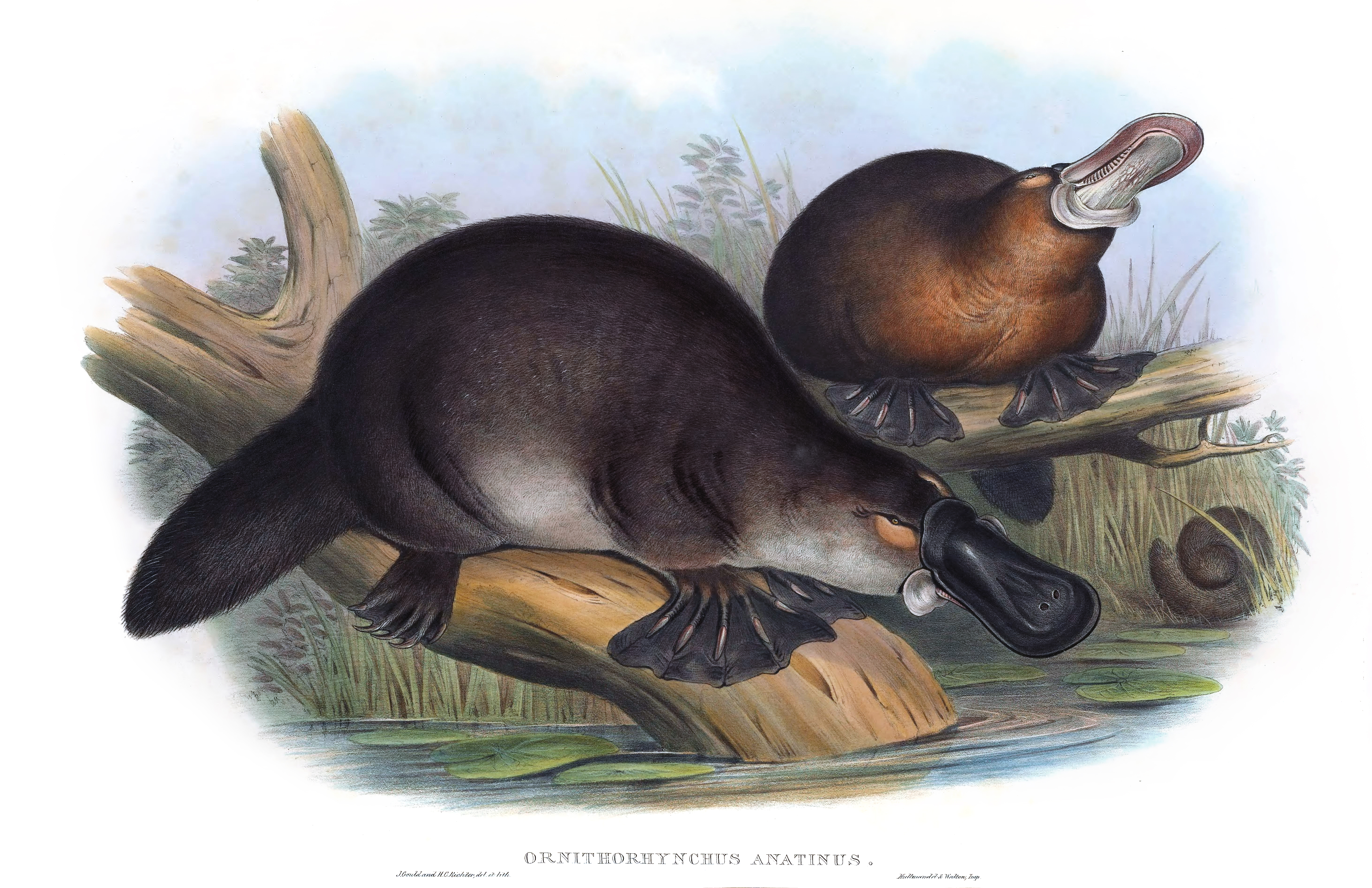
Ornitorrincos (Ornithorhynchus anatinus). Ilustración de John Gould

Los mamíferos venenosos pequeños han sido más comunes en el pasado. La mayoría de los mamíferos no terios poseen espolones en el tarso similares a los que tienen los ornitorrincos modernos, lo que sugiere que esta característica estaba muy extendida, los Gobiconodontidae y Zhangheotherium se encuentran entre los ejemplos más claros. La ausencia de espolones ponzoñosos en cinodontes no mammaliaformes sugiere que el veneno era una antigua sinapomorfía y una característica ancestral de los mamíferos
Dientes caninos fechadas en 60 millones de años en dos especies extintas, la musaraña Bisonalveus y otro mamífero no identificado, contienen estrías que según algunos paleontólogos pueden ser indicativas de una mordedura ponzoñosa. Sin embargo, otros científicos han puesto en duda esta conclusión dado que muchos mamíferos no ponzoñosos también tienen estrías profundas a lo largo de sus caninos (por ejemplo, muchos primates, coatíes y murciélagos de la fruta), lo que sugiere que esta característica no siempre refleja una adaptación para inocular el veneno.

## Ejemplos

### Insectívoros
Con la excepción de los murciélagos vampiro, los insectívoros son los únicos mamíferos observados hasta ahora que producen una saliva tóxica. Estas especies tienen glándulas salivales submaxilares significativamente agrandados y granulares a partir de las cuales se produce la saliva tóxica.
El solenodonte cubano (Solenodon cubanus) y el solenodonte de La Española (Solenodon paradoxus) similares a musarañas grandes, tienen mordiscos venenosos; el veneno es aplicado desde unas glándulas salivales modificadas mediante unos surcos en sus segundos incisivos inferiores. Se ha informado que la muerte entre solenodones La Española que mantuvieron juntos en el mismo recinto era frecuente, con marcas de mordidas en sus patas siendo la única causa observable. 

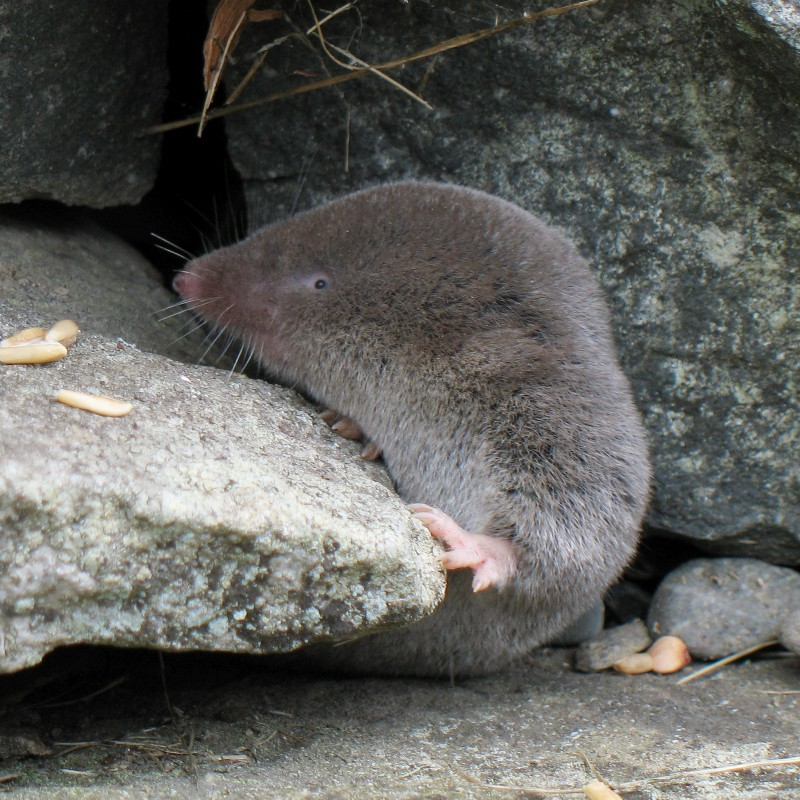
La musaraña de cola corta septentrional es una de las varias musarañas venenosas.

La musaraña de cola corta septentrional (Blarina brevicauda) la musaraña de agua mediterránea (Neomys anomalus), y la musaraña de agua de Eurasia (Neomys fodiens) son capaces de proferir mordeduras venenosas. Otras musarañas de cola corta estadounidenses: la musaraña de cola corta del Sur (Blarina carolinensis), la musaraña de cola corta de Elliot (Blarina hylophaga), la musaraña de cola corta de los Everglades (Blarina peninsulae) y la musaraña acuática de Transcaucasia ( Neomys teres) posiblemente también tienen una mordedura venenosa. 
Las musarañas almacenan diversas presas en un estado comatoso, incluyendo gusanos, insectos, caracoles, y en menor medida, pequeños mamíferos como campañoles y ratones. Este comportamiento es una adaptación al invierno. En este contexto, el veneno de musaraña actúa como una herramienta que sustenta un tesoro viviente, asegurando así el suministro de alimentos cuando la captura de presas es difícil. Esto es especialmente importante teniendo en cuenta la alta tasa metabólica de las musarañas.
Argumentos en contra de este sugieren que la ponzoña se utiliza como una herramienta para cazar presas más grandes. Los insectívoros tienen una dependencia mayor de material alimenticio que otros vertebrados, por lo que requiere un alimento adicional Esta dificultad la superan cazando animales mayores mediante el veneno. Las musarañas existentes no tienen un aparato especializado para aplicar el tósigo. Sus dientes no tienen estrías, pero una concavidad en los primeros incisivos pequeños recogen y transmiten la saliva de los conductos submaxilares, que se abren cerca de la base de estos dientes.

### Ornitorrinco macho

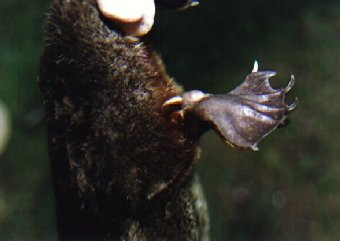
El espolón calcáneo que se encuentra en el miembro posterior del ornitorrinco masculino se utiliza para aplicar el veneno.

Ambos ornitorrincos, macho y hembra, (Ornithorhyncus anatinus) tienen unos espolones queratinizados en las patas traseras, aunque las hembras los pierden durante el desarrollo. Los espolones están conectados a las glándulas crurales productoras de veneno, formando el sistema crural. Durante la época de celo estas glándulas se vuelven muy activas, produciendo ponzoña que puede ser aplicada mediante el espolón. Los equidnas y los monotremas también tienen espolones pero no tienen glándulas de veneno funcionales. 
Aunque no es lo suficientemente potente como para ser letal para los seres humanos, el veneno del ornitorrinco es sin embargo tan insoportable que las víctimas pequeñas se ven incapacitadas temporalmente. El emponzoñamiento por los ornitorrincos era bastante común cuando el animal todavía era cazado por su piel. Hoy en día cualquier contacto cercano con el animal es raro y se limita a biólogos, cuidadores y pescadores (que ocasionalmente los atrapan en sus redes o líneas).
Cuando los ornitorrincos atacan, empujan sus patas traseras con una fuerza considerable para que los espolones queden incrustados en la carne y si se está produciendo veneno, se inyectan unos mililitros mediante picaduras repetidas. Los espolones tienen suficiente fuerza para soportar el peso del ornitorrinco, que a menudo cuelga de la víctima, que requiere asistencia para desengancharla.
Los biólogos creen que el veneno es utilizado por los machos uno contra otro como arma cuando compite por las hembras. Durante esta temporada los machos se vuelven más agresivos y se les encuentran con pinchazos en sus cuerpos, especialmente en la región de la cola. Los ornitorrincos machos adultos también se evitan entre ellos en gran medida.
El veneno del ornitorrinco es probablemente un vestigio de sus antepasados lejanos no monotremas, siendo el último ejemplo vivo de una característica que una vez fue común entre los mamíferos.

### Murciélagos vampiro
La definición de veneno por Fry et al.  considera las secreciones de alimentación de los especialistas hematófagos (que se alimentan de sangre) como un subtipo particular de veneno. En este contexto, la subfamilia Desmodontinae representa a los mamíferos ponzoñosos del orden Chiroptera. Este grupo comprende el murciélago venenoso más conocido, el murciélago vampiro común (Desmodus rotundus) y otras dos especies raras, el murciélago vampiro de patas peludas (Diphylla ecaudata) y el murciélago vampiro de alas blancas (Diaemus youngi). Estos murciélagos producen saliva tóxica con propiedades anticoagulantes y tienen una serie de adaptaciones anatómicas y fisiológicas para permitir la nutrición basada únicamente en la sangre. La mayoría de sus presas no perecen del ataque o del contacto con el tósigo. Debido a que sólo causa molestias menores para la presa, se puede argumentar que la saliva del murciélago vampiro no es un verdadero veneno.

## Los posiblemente mamíferos venenosos

### Primates
Los loris perezosos (Nycticebus coucang, Nycticebus bengalensis) y loris lentos pigmeos (Nycticebus pygmaeus), son prosimios arbóreos. Se consideran venenosos indirectamente o secundariamente, porque su ponzoña se produce en la glándula braquial en el interior de los codos, es lamida y es inyectada en la víctima con un peine especial. Una proteína en la secreción, que es similar a la proteína aislada del alérgeno del gato doméstico, puede ser introducida por las mordeduras de estos loris, dando por resultado la anafilaxia. La glándula braquial es una glándula sudorípara apocrina especializada y el peine de dientes es un conjunto de incisivos espaciados en la mandíbula inferior, utilizado principalmente para el aseo. La falta de conexión física entre la glándula braquial y el peine de dientes hace que sea difícil encajar a los loris en la mayoría de las definiciones de un animal venenoso. Además, este «veneno» es tóxico sólo para algunas especies incidentalmente susceptibles.

### Insectívoros
Los erizos (Erinaceinae)  untan sus espinas con una serie de sustancias tóxicas e irritantes. A veces matan sapos (Bufo), muerden en las glándulas venenosas de estos e impregnan sus espinas con esta mezcla tóxica.

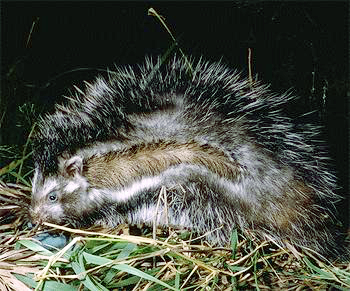
La rata de cresta africana inpregna toxinas en los pelos de sus flancos.

La rata de crin (Lophiomys imhausi) tiene una melena de largos y gruesos pelos plateados en blanco y negro que se extiende desde la parte superior de la cabeza del animal hasta justo más allá de la base de la cola. Esta melena está rodeada por una amplia franja de pelos blancos que recubre un área de piel glandular en el flanco. Cuando el animal está amenazado o excitado, la melena se eleva y expone el área glandular. Los pelos en esta zona del flanco son altamente especializados; en las puntas son como el pelo ordinario, pero son por lo demás esponjosos, fibrosos y absorbentes. La rata es conocida por masticar deliberadamente las raíces y la corteza del árbol de las «flechas envenenadas» (Acokanthera schimperi), llamado así porque los cazadores extraen la toxina, ouabaína, de estos árboles para cubrir sus flechas que pueden matar a un elefante. Después de que la rata ha masticado el árbol, deliberadamente escupe la mezcla resultante sobre sus pelos especializados del flanco que están adaptados para absorber rápidamente la mezcla venenosa, actuando como una mecha de lámpara. Por lo tanto, crea un mecanismo de defensa que puede enfermar o incluso matar a los depredadores que intentan morderla.
Los tenrecs, que son similares en apariencia a los erizos, pero que derivan de una línea diferente de la descendencia evolutiva, también pueden haber desarrollado por separado el comportamiento de la autounción.

## Defensa química
Las mofetas pueden expulsar un líquido nocivo de las glándulas cercanas a su ano. No sólo huele mal, sino que puede causar irritación de la piel y, si se mete en los ojos, la ceguera temporal. Algunos miembros de la familia de los mustélidos, tales como la zorrilla común (Ictonyx striatus), también tienen esta capacidad hasta cierto punto. Los pangolines también pueden emitir un líquido olfativo nocivo de las glándulas cercanas al ano. El mayor armadillo de nariz larga puede liberar un desagradable olor almizclado cuando se siente amenazado.